# Rise of the Cybermen
"Rise of the Cybermen" (KBS 방영 제목: <눈을 떠라, 사이버맨!>)은 영국의 SF 드라마 《닥터 후》 시리즈 2의 다섯 번째 에피소드이다. 사이버맨이 지구에서 어떻게 다시 부활했는지를 다루는 줄거리로, 평행 우주를 배경으로 삼아 이번 시리즈의 주요 줄거리 요소로 삼았다.  "The Age of Steel"와 함께 두 파트로 나뉜 줄거리의 첫번째 에피소드이다. 닥터 일행은 타디스를 타고 평행 우주에 도착하는데, 그곳에는 로즈 타일러의 아버지가 살아 있었고, 아버지 회사를 비롯한 여러 기업들이 영국 정부와 친밀한 관계였다. 그 중 하나인 사이버스 공업은 이어폰 사업으로 영국을 장악하고 있었다. 닥터와 로즈, 미키는 비밀 저항군과 함께 사이버스의 공동창업자 존 루믹이 런던 사람들을 잔인한 로봇 생명체로 바꾸고 있음을 알게 된다. 그리고 그 로봇 생명체는 닥터가 예전에 마주했던 가장 큰 적이었다
영국에서는 2006년 5월 13일에 처음 방영되었다. 감독은 그렘 하퍼가 맡았는데, 하퍼는 1984년 <The Caves of Androzani>과 1985년 <Revelation of the Daleks>를 감독하여 호평을 받은 적이 있었기에, 올드 시즌과 뉴 시즌의 에피소드를 모두 맡아본 첫 감독이 되었으며 동시에 유일한 감독으로 한동안 남기도 했다.

## 줄거리
타디스에 타고 있던 닥터와 로즈는 미키에게 스위치를 잡고 있으라고 두고는 둘끼리 지난 여행의 추억을 떠올리며 수다를 나눈다. 그러다 갑자기 타디스가 거칠게 덜컥거리더니 어느 한곳에 멈춰서게 된다. 닥터는 자신들이 타임 볼텍스에서 튕겨져 나오면서 타디스의 동력세포가 죽어버렸다고 하고, 난데없이 허공에 갇혀버리게 되었다며 암울해한다. 그러나 미키가 타디스 문을 열어보더니 우리가 런던에 왔다고 한다. 바깥으로 나온 닥터 일행은 곧 자신들이 '평행' 지구의 런던에 와 있다는 것을 알아차린다. 닥터는 타디스 내부의 작은 동력세포가 아직 살아있는 것을 발견하고, 자신의 생명력을 조금 불어넣어 되살린다. 하지만 동력장치가 완전히 충전되려면 시간이 필요했기에 닥터 일행은 평행세계를 좀 더 둘러보기로 결정한다. 길거리에 나온 로즈는 광고판에 자기 아버지 사진이 나와 있는 모습을 보고 할말을 잃고, 닥터는 로즈에게 저 아버지는 진짜 아버지가 아니니 혹시라도 찾을 생각 하지 말라고 경고한다. 그러나 로즈는 꼭 만나뵈어야겠다고 나서고, 미키마저도 원래 세계에서는 돌아가신 할머니를 찾으러 떠난다. 결국 로즈를 쫓아간 닥터는 거리를 돌아다니다가, 런던 사람들 대부분이 이어팟이라는 장치를 귀에 끼고 뇌로 직접 정보를 공급받고 있다는 것을 알게 된다.
한편 사이버스 공업의 우두머리인 존 루믹은 인류의 뇌를 강철 골격에 넣어 업그레이드시키려는 계획을 세우고 영국 대통령으로부터 승인을 받으려 하지만 거절당한다. 그러자 루믹은 피트 타일러에게 전화를 걸어, 피트의 아내 재키의 생일 파티에 자신도 참석하겠다고 말한다. 그러나 사실 루믹은 노숙자들을 사이보그로 바꾸어 실험체들을 비밀리에 만들고 있던 중이었고, 외부 사람들은 이 사실을 전혀 알지 못하고 있었다. 이런 사이버스의 악행을 '설교자'라는 이름의 비밀 결사단이 조사하고 있었다. 그리고 설교자들은 피트 타일러로부터 루믹의 기술에 관한 정보를 비밀로 전달받고 있었다. 설교자의 일원인 제이크 사이먼즈는 사이버스 소속 차량이 노숙자들을 데려가 변환시키는 광경을 목격하고 다른 멤버들을 소집한다. 제이크는 할머니네 집에 있는 미키를 보고선 똑같이 생긴 얼굴의 리키로 착각한다. 제이크는 미키를 설교자들의 기지로 데려가고 그곳에서 리키와 미키가 마주한다. 우여곡절 끝에 오해가 풀린 미키는 설교자에 합류하여 그날 밤 피트의 파티장을 습격하는 계획에 동참한다.
로즈와 닥터도 서빙 직원처럼 꾸미고 파티장에 잠입한다. 피트와 재키에게 접근한 닥터와 로즈는 두 사람이 아이가 없고 이혼하기 직전이라는 사실을 알게 된다. 로즈가 재키에게 이런저런 조언을 해주자 재키는 한낱 직원 주제에 분수도 모른다며 화를 내고는 가 버린다. 그때 갑자기 파티장으로 사이버맨이 침입해 저택을 부수고 참석자들을 포위한다. 루믹은 파티에 참석한 대통령을 조우하고, 자신의 계획은 차차 진행되고 있으며 전 인류가 업그레이드될 것이라고 말한다. 그리고 루믹은 모든 사람들에게 업그레이드는 의무이며 이를 거부하는 사람은 처단될 것이라고 엄포를 놓는다. 영국 대통령이 업그레이드를 거부하자 사이버맨 하나가 다가와 대통령을 살해한다. 그러자 참석자들 모두가 공포에 빠져 달아나려 하고, 사이버맨들은 사람들을 죽이기 시작한다. 닥터와 로즈, 피트는 저택을 탈출하고 바깥에서 미키와 설교자들을 만난다. 설교자들은 다가오는 사이버맨들을 자동소총으로 쏘아보지만 다 튕겨나가면서 소용없게 되어버리고, 이내 그들에게 포위되고 만다. 닥터는 모두에게 항복하라고 하고 사이버맨들에게 자신들도 업그레이드에 자원하겠다고 말한다. 그러나 사이버맨은 닥터 일행이 불량품이라며 삭제될 것이라고 말한다. 그리고 사이버맨이 계속해서 다가가는 모습으로 에피소드가 끝난다.

### 다른 에피소드와의 연관성
시즌 2에서 계속해서 등장하는 주제인 '토치우드'는 이번 에피소드에서 이름이 두 번 나온다. 로즈가 핸드폰으로 뉴스 보도를 볼 때 토치우드 기관이 언급되며, 다른 한번은 피트 타일러가 어느 파티참석자에게 가서 "토치우드 일은 어때?"라고 묻는 장면이다. "Doomsday" 에피소드에서 피트 타일러는 닥터에게 평행지구에서는 토치우드가 비밀리에 운영되고 있는 사실이 드러나 대중에게 알려진 지 오래라고 말한다.
재키의 생일파티에 잠입하려는 닥터가 종업원 행세를 하자고 한 데에 로즈가 유명인사 자격으로 참석해서 "닥터 경"과 "로즈 양"으로 불리면 어디 덧나냐고 불평한다. 여기서 두 이름은 "Tooth and Claw"에서 빅토리아 여왕으로부터 닥터와 로즈가 하사받은 호칭이다.
미키의 평행 우주판 도플갱어의 이름은 '리키'이다. 이는 시즌 1 초반에서 9대 닥터가 미키를 두고 이름을 잘못 부르며 놀리던 것과 연관이 있다.
에피소드 초반에 타디스가 추락한 장면에서 가스마스크 여섯 개가 천장에서 떨어져 나온다. 이는 (<닥터 후> TV판 기준으로) 타디스를 조종하는 데 총 여섯 명이 필요하다는 것을 보여준 첫번째 증거다. 이후 "Journey's End"에서는 닥터가 직접 그렇다고 말하며, 여섯 명의 등장인물이 타디스를 안정적으로 조종하는 모습까지 나온다. 노숙자들을 업그레이드하기 위해 수송하는 트럭에 사이버스 공업이 쓴 사명은 '인터내셔널 일렉트로매틱스'인데, 이는 올드 시즌의 <The Invasion> (1968년)에서 사이버맨의 기업명으로 나온 바 있다. 카디프에서 촬영한 장면의 배경에 런던의 명물들을 넣었는데 그중에 보이는 세인트 폴 대성당 역시 <The Invasion>에서 사이버맨들이 행진하는 장면의 배경으로 등장한 바 있다.
닥터가 파티장에서 턱시도를 입은 모습은 이후 에피소드에서도 몇 번 등장한다. "The Lazarus Experiment"에서는 라자러스 박사가 만든 기계의 실체를 파헤치기 위해 턱시도를 다시 입는다. 그리고는 마사 존스에게 뭔가 나쁜 일이 생길 때면 항상 이걸 입는다고 말한다. "Voyage of the Damned"에서는 타이타닉 우주선이 공격받아 우주로 돌진하기 직전에 배 위로 오를 때 입었다.
이 에피소드에서 닥터는 허공 (보이드)를 언급한다. 시즌 마지막화인 "Army of Ghosts"/"Doomsday"에서 닥터는 토치우드 측에 달렉이 보이드 선을 통해 우주 사이의 경계를 부수었고 그 길을 따라 사이버스 사이버맨도 넘어온 거라고 설명한다.

### 리뷰
- (영어) 〈Rise of the Cybermen〉   - 아웃포스트 갈리프레이 리뷰
- (영어) 〈Rise of the Cybermen" / "The Age of Steel〉   - 아웃포스트 갈리프레이 리뷰
- (영어) "Rise of the Cybermen"  리뷰 - The Doctor Who Ratings Guide
- (영어) "Rise of the Cybermen" / "The Age of Steel"  리뷰 - The Doctor Who Ratings Guide